# Lovprisningarna
Lovprisningarna (ej att förväxlas med saligprisningarna) är en bön som traditionellt hör ihop med sakramental tillbedjan och välsignelse. Bönen lyder som följer:
- Välsignad vare Gud.
- Välsignat vare Hans heliga namn.
- Välsignad vare Jesus Kristus, sann Gud och sann människa.
- Välsignat vare Jesu namn.
- Välsignat vare Hans heliga hjärta.
- Välsignat vare Hans dyrbara blod.
- Välsignad vare Jesus i altarets heliga sakrament.
- Välsignad vare den Helige Ande, Tröstaren.
- Välsignad vare Guds Moder, den heliga Jungfrun Maria.
- Välsignad vare hennes heliga och obefläckade avlelse.
- Välsignat vare hennes ärorika upptagande i Himlen.
- Välsignad vare Josef, hennes kyske brudgum.
- Välsignad vare Gud i sina änglar och helgon. Amen.